# Сізябське сільське поселення
Сізя́бське сільське поселення (рос. Сизябское сельское поселение) — муніципальне утворення у складі Іжемського району Республіки Комі, Росія. Адміністративний центр — село Сізябськ.

## Історія
2 березня 1959 року до складу Сізябської сільської ради приєднано територію ліквідованої Бакуринської сільської ради.
30 березня 1966 року ліквідовано селище Лямчина Сізябської сільської ради.
19 листопада 1991 року присілок Костянтинівка Сізябської сільської ради передано до складу Іжемської сільської ради.

## Населення
Населення — 2050 осіб (2017, 2174 у 2010, 2397 у 2002, 2511 у 1989).

## Склад
До складу поселення входять такі населені пункти:
| Населений пункт        | Населення, осіб (1989) | Населення, осіб (2002) | Населення, осіб (2010) |
| ---------------------- | ---------------------- | ---------------------- | ---------------------- |
| Бакур, присілок        | 596                    | 517                    | 452                    |
| Брика, присілок        | 37                     | 41                     | 26                     |
| Вариш, присілок        | 361                    | 416                    | 399                    |
| Йоль, присілок         | 57                     | 71                     | 50                     |
| Сізябськ, село         | 1429                   | 1329                   | 1232                   |
| Чорноборська, присілок | 31                     | 23                     | 15                     |